# Room 104
Room 104 è una serie televisiva antologica statunitense creata dai fratelli Jay e Mark Duplass. La serie, ordinata e trasmessa per il network HBO, è stata trasmessa negli Stati Uniti dal 28 luglio 2017 al 9 ottobre 2020.

## Trama
Ogni episodio racconta le differenti storie dei vari ospiti che si intrattengono nella stanza 104 di un ordinario motel americano situato nella città di New York.

## Episodi
| Stagione         | Episodi | Prima TV USA | Prima TV Italia |
| ---------------- | ------- | ------------ | --------------- |
| Prima stagione   | 12      | 2017         | 2018            |
| Seconda stagione | 12      | 2018         | 2019            |
| Terza stagione   | 12      | 2019         | 2020            |
| Quarta stagione  | 12      | 2020         | 2020            |

## Personaggi
- Meg, interpretata da Melonie Diaz, doppiata da Chiara Gioncardi.
- Ralphie, interpretato da Gavin Kent, doppiato da Luca Tesei.
- Bradley, interpretato da Ross Partridge, doppiato da Francesco Prando.
- Scott, interpretato da James Van Der Beek, doppiato da Francesco Pezzulli.
- Jarod, interpretato da Clark Duke, doppiato da Davide Perino.
- Jennifer, interpretata da Davie-Blue, doppiata da Tiziana Avarista.
- Samuel, interpretato da Orlando Jones, doppiato da Riccardo Rossi.
- Deborah, interpretata da Sameerah Luqmaan-Harris, doppiata da Benedetta Degli Innocenti.
- Patrick, interpretato da Will Tranfo, doppiato da Flavio Aquilone.
- Daniel, interpretato da Jay Duplass, doppiato da Roberto Gammino.
- Anish, interpretato da Karan Soni, doppiato da Daniele Raffaeli
- Noah, interpretato da Adam Foster, doppiato da Jacopo Venturiero.
- Joseph, interpretato da Nat Wolff, doppiato da Manuel Meli.
- Joan, interpretata da Amy Landecker, doppiata da Chiara Colizzi.
- Liza, interpretata da Mae Whitman, doppiata da Valentina Favazza.
- Boris, interpretato da Konstantin Lavysh, doppiato da Simone D'Andrea.
- Rosa, interpretata da Veronica Falcón, doppiata da Laura Lenghi.
- Edgar, interpretato da Biff Wiff, doppiato da Gerolamo Alchieri.
- Alex, interpretato da Keir Gilchrist, doppiato da Alessandro Campaiola.
- Steve, interpretato da Hugo Armstrong, doppiato da Andrea Lavagnino.
- Greta, interpretata da Natalie Morgan, doppiata da Daniela Calò.
- Rayna, interpretata da Keta Meggett, doppiata da Angela Brusa.
- Charlie, interpretato da Philip Baker Hall, doppiato da Bruno Alessandro.
- Lorraine, interpretata da Ellen Geer, doppiata da Angiola Baggi.

## Produzione
Il 24 agosto 2017, la serie è stata rinnovata per una seconda stagione. L'8 febbraio 2019, HBO ha svelato che una terza stagione era già stata girata ed era in discussione per il rinnovo della quarta stagione. Nel maggio 2020, HBO ha annunciato che la quarta stagione sarebbe stata l'ultima e ha debuttato il 24 luglio 2020.